# Hypostomus tapijara
Hypostomus tapijara és una espècie de peix de la família dels loricàrids i de l'ordre dels siluriformes.

## Morfologia
Els mascles poden assolir els 37,8 cm de longitud total.

## Distribució geogràfica
Es troba a Sud-amèrica: conca del riu Ribeira de Iguape (Brasil).